# 中村吉蔵
中村 吉蔵（なかむら きちぞう、1877年5月15日 - 1941年12月24日）は、日本の劇作家、演劇研究家。文学博士。早稲田大学教授。

## 略歴
島根県津和野生まれ。大阪に出て為替貯金管理所に勤めるかたわら、雑誌へ小説を投稿する。大阪で高須梅渓らと雑誌「よしあし草」を発行。23歳で上京し、東京専門学校（現・早稲田大学〉文学科に入学。在学中から春雨と号して「無花果」など多くの小説を発表。1903年（明治36年）で卒業（27歳）、同年結婚。妻のこうはバイオリニストで晩香女学校などで講師をした。
1906年（明治39年）からアメリカ、ドイツ等で留学し、雑誌記者や日本人倶楽部の文書係などをしながら、演劇を研究する。イプセンの影響を受けた。1909年（明治42年）12月に帰国。1910年（明治43年）、新社会劇「牧師の家」を発表し、新社会劇団を主宰し上演。のち、島村抱月の藝術座に参加し、「剃刀」など松井須磨子の当たり役となった戯曲を書く。1920年、史劇「井伊大老の死」を歌舞伎座で上演。同年イプセン会を主宰、日本へのイプセンの紹介に努めた。早稲田大学教授に就任し、演劇史を講じた。晩年は頭山満に親しんだ。
1942年（昭和17年）に「日本戯曲技巧論」で文学博士号の授与が決まるも、それを待たずして
1941年（昭和16年）12月24日、脳溢血のため東京都豊島区西巣鴨の自宅にて死去。墓所は豪徳寺。

## 著書
- 無花果 中村吉蔵（春雨） 金尾文淵堂 1901.7
- 小羊 中村春雨 矢島誠進堂 1901.5
- 雛鳩 中村春雨 金尾文淵堂 1901.12
- 旧約バイブル物語 中村春雨 冨山房（通俗世界文学） 1903.11
- 角笛 中村春雨 今古堂 1903.11
- 司法大臣 中村吉蔵（春雨） 春陽堂 1904.1
- 女子と宗教 女子修養の鑑 中村春雨・高須梅渓共著 亀井支店書籍部 1906.6
- 通俗新約物語 中村春雨 金尾文淵堂 1906.2
- 密航婦 中村春雨 金尾文淵堂 1906.1
- 炬火 中村春雨 今古堂 1908.5
- 欧米印象記 中村吉蔵（春雨） 春秋社 1910.6
- 牧師の家 新社会劇 新橋堂 1910.5
- 最近欧米劇壇 博文館 1911
- 最近劇論と劇評 岡村書店 1913
- イブセン 実業之日本社 1914
- 新社会劇 南北社 1915
- 白隠和尚 戯曲集 天佑社 1918
- 淀屋辰五郎 戯曲 天佑社 1920
- 井伊大老の死 史劇 天佑社 1920
- 近代演劇史論 河野義博共著 日本評論社 1921
- 大塩平八郎 史劇 天佑社 1921
- 中村吉蔵現代劇選集 大鐙閣 1922
- 銭屋五兵衛父子 改造社 1922
- 希臘劇・沙翁劇・近代劇 春秋社（早稲田文学パンフレツト） 1924
- 戯曲作法 金星堂 1925
- 道化役者 戯曲集 アルス 1926
- 中村吉蔵戯曲集 春陽堂 1928
- 明治畸人伝 戯曲集 雄文閣 1932
- 戯曲の作法 金星堂 1933
- 道元の人格とその宗教 仏教聖典を語る叢書 第14巻 大東出版社 1935
- 演劇独語 学芸随筆 第4巻 東宛書房 1937
- 頭山満翁伝 演劇研究社 1940
- 日本戯曲技巧論 中央公論社 1942
- 中村吉蔵集 坂上書院（昭和演劇新書） 1942
- 伊藤博文 大日本雄弁会講談社 1942
- 現代演劇論 豊園社（早稲田演劇協会演劇叢書） 1942
- 伊藤・東郷・頭山 : 戯曲  鶴書房 1943

## 翻訳
- 犯さぬ罪 マドック 今古堂 1907.7
- 信仰 小説 レオニード・アンドレーフ 杉本梁江堂ほか 1909.11
- 欧洲演劇史 ブランダー・マシュース 大日本文明協会事務所 1913
- 舞踊と歌劇 エテル・エル・ウルリン、アール・エー・ストリートフィルド 大日本文明協会事務所 1913
- イブセン書簡集 新潮社（新潮文庫） 1914
- ブランド ヘンリック・イブセン 東亜堂書房 1914
- 闇の力 トルストイ叢書 第5 新潮社 1917
- 人形の家 イブセン 新潮社 1922
- 希臘悲劇六曲 東京堂書店（世界名著叢書） 1922